# Via Clodia

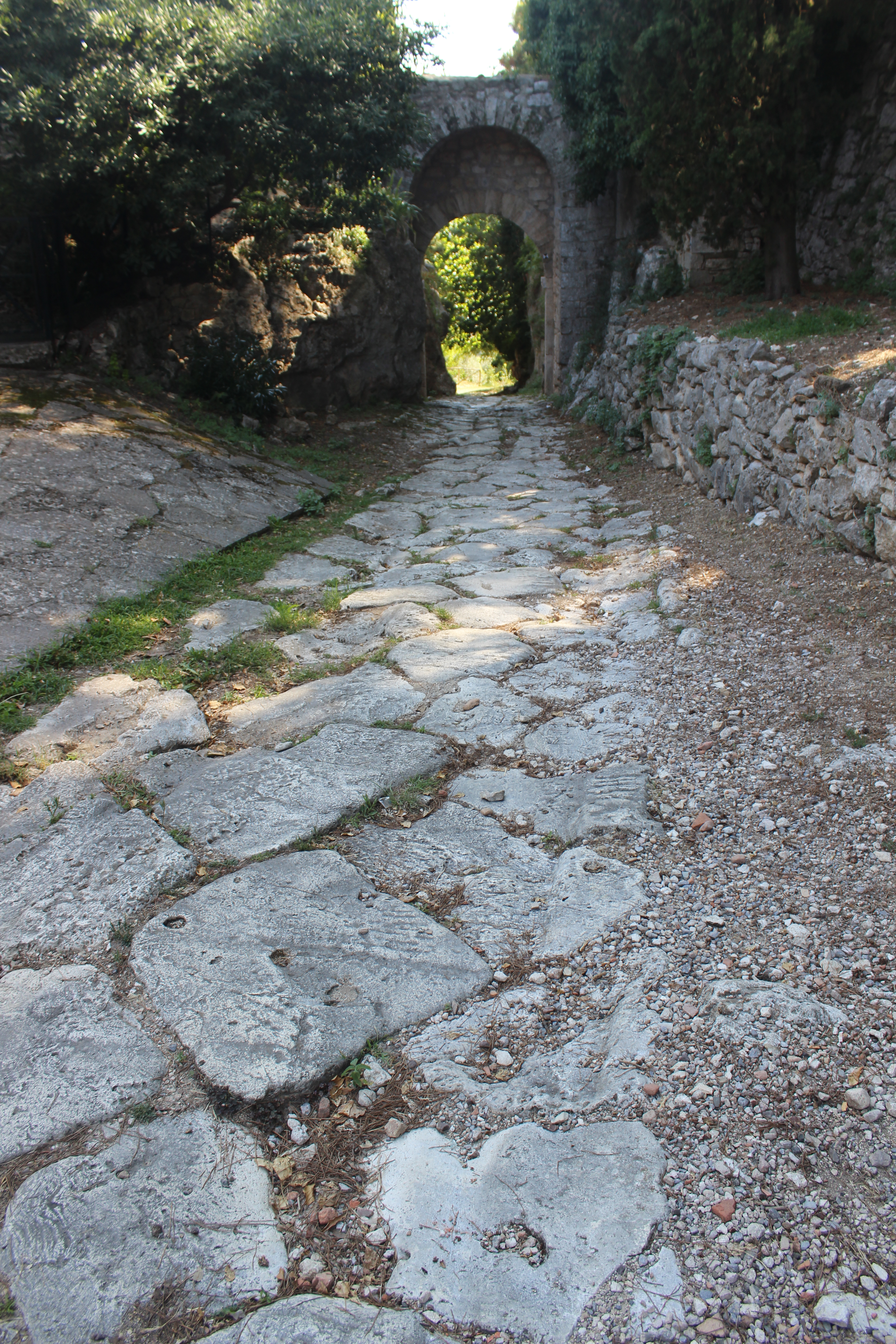
Zachowany fragment Via Clodia przy dawnej bramie rzymskiej (Porta Romana) w toskańskiej Saturnii

Via Clodia – droga rzymska będąca częścią szlaku Via Cassia i Via Aurelia, prowadząca z Rzymu na północny zachód. 
Powstała z inicjatywy cenzora z 225 p.n.e. – Gajusza Klaudiusza Centho, pierwotnie dla połączenia Rzymu z Forum Clodii w południowej Etrurii, brukowana była niewielkimi płytami kamiennymi z wypełnieniem zaprawą.
Stanowiła północne przedłużenie Via Cassia, wraz z odcinkami innych dróg (m.in. Via Aemilia Scauri, Via Postumia) jako część długiego szlaku dochodzącego (według Itinerarium Burdigalense) do północnej granicy Italii. Na obszarze Etrurii prowadziła od stacji drogowej (statio) Forum Clodii na zachodnim brzegu Lacus Sabatinus (dzis. Lago di Bracciano) do Volsinium (Bolseny), a następnie przez Clusium (Chiusi) i Arretium (Arezzo) do Florentii. W późniejszym czasie trasa jej została przedłużona do Luki (Lukka).